# Selargius
Selargius (sardinsky: Ceràxius) je italská obec (comune) v metropolitním městě Cagliari v regionu Sardinie. Nachází se ve výšce 11 metrů nad mořem a má přibližně 28 tisíc obyvatel. Rozloha obce je 26,67 km².